# Поверхня відштовхувальної потенціальної енергії
Поверхня відштовхувальної потенціальної енергії (рос. отталкивательная поверхность потенциальной энергии, англ. repulsive potential-energy surface, [late-downhill surface]) — У хімічній кінетиці — поверхня екзергонічної реакції А + ВС, на якій положення сідлової точки відповідає істотному просторовому розділенню між продуктами АВ + С. При цьому енергетичний бар'єр на профілі потенціальної поверхні знаходиться на пізніх стадіях шляху реакції. Перехідний стан взагалі перебуває на координаті підходу, але розташований далі по цій координаті, ніж у випадку поверхні потенціальної енергії притягання. На подібних поверхнях більша частина енергії вивільняється після того, як утворюється зв'язок А–В (тому довжина цього зв'язку на спуску змінюється мало).